# Grammica stenolepis
Grammica stenolepis là một loài thực vật có hoa trong họ Bìm bìm. Loài này được (Engelm.) HadaÄ & Chrtek mô tả khoa học đầu tiên năm 1970.